# Cecca

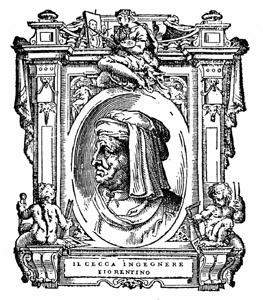
Ritratto del Cecca in Le vite de' più eccellenti pittori, scultori e architettori (1568)

Francesco di Giovanni, spesso anche Francesco d'Angelo, detto il Cecca o talvolta la Cecca (Firenze, 21 dicembre 1446 – rocca di Piancaldoli, 4 maggio 1488), è stato un ingegnere italiano, attivo in Toscana.

## Biografia
È conosciuto e citato nelle Vite del Vasari come architetto e ingegnere impiegato spesso dalla Signoria di Firenze in tempo di pace per migliorare le fortificazioni cittadine. Tra le macchine da guerra sviluppate dal Cecca sono ricordate dal Vasari in particolare le scale per salire sulle mura delle città, gli arieti in grado di rompere le mura e le difese per i soldati. Personalità dall'ingegno affine a quello del più giovane Leonardo da Vinci il Cecca metteva inoltre a disposizione la sua inventiva per la realizzazione di meccanismi impiegati nelle feste religiose della città nella tradizione di quelli precedenti di Filippo Brunelleschi. In tali "apparati" si potevano ammirare delle versioni meccanizzate di cherubini che venivano animate sopra nuvole di bambagia fino ad omaggiare un simulacro di Cristo.
Il 17 aprile 1488 la Repubblica fiorentina lo nomimò con il Francione architetto militare con una provvigione mensile di 6 fiorini.
Il Cecca morì appena quarantenne trafitto dalla freccia di una balestra sul campo di battaglia dove stava assistendo con le sue invenzioni l'esercito fiorentino.